# Coppa Italia 1980-1981 (hockey su pista)
La Coppa Italia 1980-1981 è stata la 14ª edizione della principale coppa nazionale italiana di hockey su pista. La competizione si è conclusa il 20 luglio 1981.
Il trofeo è stato conquistato dal Bassano per la prima volta nella sua storia.

## Risultati

### Semifinali
Le gare di andata vennero disputate il 30 giugno e le gare di ritorno furono disputate il 6 luglio 1981.
| Squadra 1      | Totale      | Squadra 2 | Andata | Ritorno |
| -------------- | ----------- | --------- | ------ | ------- |
| AFP Giovinazzo | 9 - 9 (gfc) | Bassano   | 8 - 3  | 1 - 6   |
| Pordenone      | ? - ?       | ?         | ? - ?  | ? - ?   |

### Finale
| Bassano del Grappa 13 luglio 1981 Finale di andata | Bassano    | 0 – 0                                                                   | Pordenone | Centro Giovanile Bassano |
| \| \| \| \| \| Borgo Fietta Galliotto Marangoni Marchesini Milani Piraffo Saccardo Scuccato Vanzo \| Formazioni \| Battistella Kössler Leste Nassiz Pellegrini Santangelo Toffolon Vaccher \| \| Eugenio Leoni \| Allenatori \| Sergio Vaccher \| |            |                                                                         |           |                          |
| |            |                                                                         |           |                          |
| Borgo Fietta Galliotto Marangoni Marchesini Milani Piraffo Saccardo Scuccato Vanzo | Formazioni | Battistella Kössler Leste Nassiz Pellegrini Santangelo Toffolon Vaccher |           |                          |
| Eugenio Leoni | Allenatori | Sergio Vaccher                                                          |           |                          |

| Pordenone 20 luglio 1981 Finale di ritorno | Pordenone  | 2 – 5                                                                              | Bassano | PalaMarrone |
| \| \| \| \| \| Battistella Kössler Leste Nassiz Pellegrini Santangelo Toffolon Vaccher \| Formazioni \| Borgo Fietta Galliotto Marangoni Marchesini Milani Piraffo Saccardo Scuccato Vanzo \| \| Sergio Vaccher \| Allenatori \| Eugenio Leoni \| |            |                                                                                    |         |             |
| |            |                                                                                    |         |             |
| Battistella Kössler Leste Nassiz Pellegrini Santangelo Toffolon Vaccher | Formazioni | Borgo Fietta Galliotto Marangoni Marchesini Milani Piraffo Saccardo Scuccato Vanzo |         |             |
| Sergio Vaccher | Allenatori | Eugenio Leoni                                                                      |         |             |

## Campioni
| Vincitore della Coppa Italia 1980-1981 |
| -------------------------------------- |
| Bassano 1º titolo                      |